# Through the Air
Through the Air est un film muet américain réalisé par Thomas H. Ince et sorti en 1911.

## Fiche technique
- Réalisation : Thomas H. Ince
- Production : Carl Laemmle
- Date de sortie :  États-Unis : 5 octobre 1911

## Distribution
- King Baggot : Jack Baldwin
- Lucille Younge : Flo Garrett